# Streptococcaceae
Streptococcaceae bilden eine Familie grampositiver Bakterien aus der Ordnung der Lactobacillales (Milchsäurebakterien). Es sind viele Krankheitserreger, aber auch harmlose Darmbewohner von Tieren und Menschen und wirtschaftlich wichtige Vertreter vorhanden. Verschiedene Arten der Gattung Lactococcus sind für die Herstellung von Milchprodukten (Buttermilch, Käse u. a.) bedeutsam. In der Gattung Streptococcus (Streptokokken) sind wichtige pathogene Vertreter vorhanden.

## Merkmale
Die Zellen dieser Bakterien sind meist kokkoid, wobei sie nach der Zellteilung aneinander gereiht bleiben können, was zum Erscheinungsbild der Kettenkokken führt, die auch als „Streptokokken“ bezeichnet werden, unabhängig davon, ob sie der Gattung Streptococcus angehören. Aber auch das Erscheinungsbild der Diplokokken kommt bei Vertretern der Familie vor, typisch ist es für Streptococcus pneumoniae (Pneumokokken). Die Arten der Streptococcaceae bilden keine Endosporen und sind nicht aktiv beweglich. Als Vertreter der Firmicutes gehören sie zu den Bakterien mit niedrigem GC-Gehalt, also einem niedrigen Anteil der Nukleinbasen Guanin und Cytosin in der Bakterien-DNA. Der GC-Gehalt liegt im Bereich von 34 bis 46 Molprozent. Wie für Milchsäurebakterien typisch führen sie zur Energiegewinnung die Milchsäuregärung durch, dabei gehören Lactococcus- und Streptococcus-Spezies zu den homofermentativen Arten. Die Arten sind Katalase-negativ und Oxidase-negativ.

## Systematik
Streptococcus ist die Typusgattung der Familie der Streptococcaceae. Während die Erstbeschreibung dieser Gattung schon Ende des 19. Jahrhunderts erfolgte, wurde die Familie erst 1974 durch Robert H. Deibel und Harry W. Seeley etabliert. Die Taxonomie und Nomenklatur ist bei den Vertretern der Gattung Streptococcus durch viele Änderungen geprägt. Zur Unterscheidung aufgrund von Antigenen war und ist die Lancefield-Einteilung von Bedeutung. Die meisten Streptokokken der Lancefield-Gruppe D (die sogenannten D-Streptokokken), sowie der Lancefield-Gruppe N wurden in den 1980er Jahren als eigene Gattungen Enterococcus bzw. Lacotococcus etabliert, wobei Enterococcus später zur Familie der Enterococcaceae gestellt wurde.
Es folgt eine Liste von einigen Gattungen der Streptococcaceae (Oktober 2021):
- Floricoccus Chuah et al. 2017
- Lactococcus Schleifer et al. 1986
- Lactovum Matthies et al. 2005
- Streptococcus Rosenbach 1884